# Niederschlag (Bärenstein)
Niederschlag ist eine Siedlung, die zur Gemeinde Bärenstein im Erzgebirgskreis (Freistaat Sachsen) gehört. Sie war bis 1996 ein Ortsteil von Hammerunterwiesenthal, wurde aber bei dessen Eingemeindung nach Kurort Oberwiesenthal durch eine Unterschriftenaktion der Einwohner am 1. Januar 1997 der Gemeinde Bärenstein angegliedert.

## Geografie

### Lage
Die langgestreckte Siedlung Niederschlag liegt im Mittleren Erzgebirge auf der Westseite des Pöhlbachs, der gleichzeitig die Staatsgrenze zur Tschechischen Republik bildet. Ein Teil der Siedlung liegt im unteren Bereich des Luxbachs an der Mündung in den Pöhlbach. Auf böhmischer Seite liegt die zu Vejprty (Weipert) gehörige Siedlung Nové Zvolání (Neugeschrei). Der Steinberg (877 m ü. NHN) liegt südlich und die Toskabank (887 m ü. NHN) westlich des Orts. Der Bahnhof des Orts liegt auf einer Höhe von 813 Metern, befindet sich allerdings schon auf der Flur von Hammerunterwiesenthal.

### Nachbarorte
| Neudorf               | Stahlberg                                   | Vejprty (Weipert)          |
| Kretscham-Rothensehma | Kompassrose, die auf Nachbargemeinden zeigt | Nové Zvolání (Neugeschrei) |
| Hammerunterwiesenthal | Výsada (Lauxmühle)                          |                            |

## Geschichte

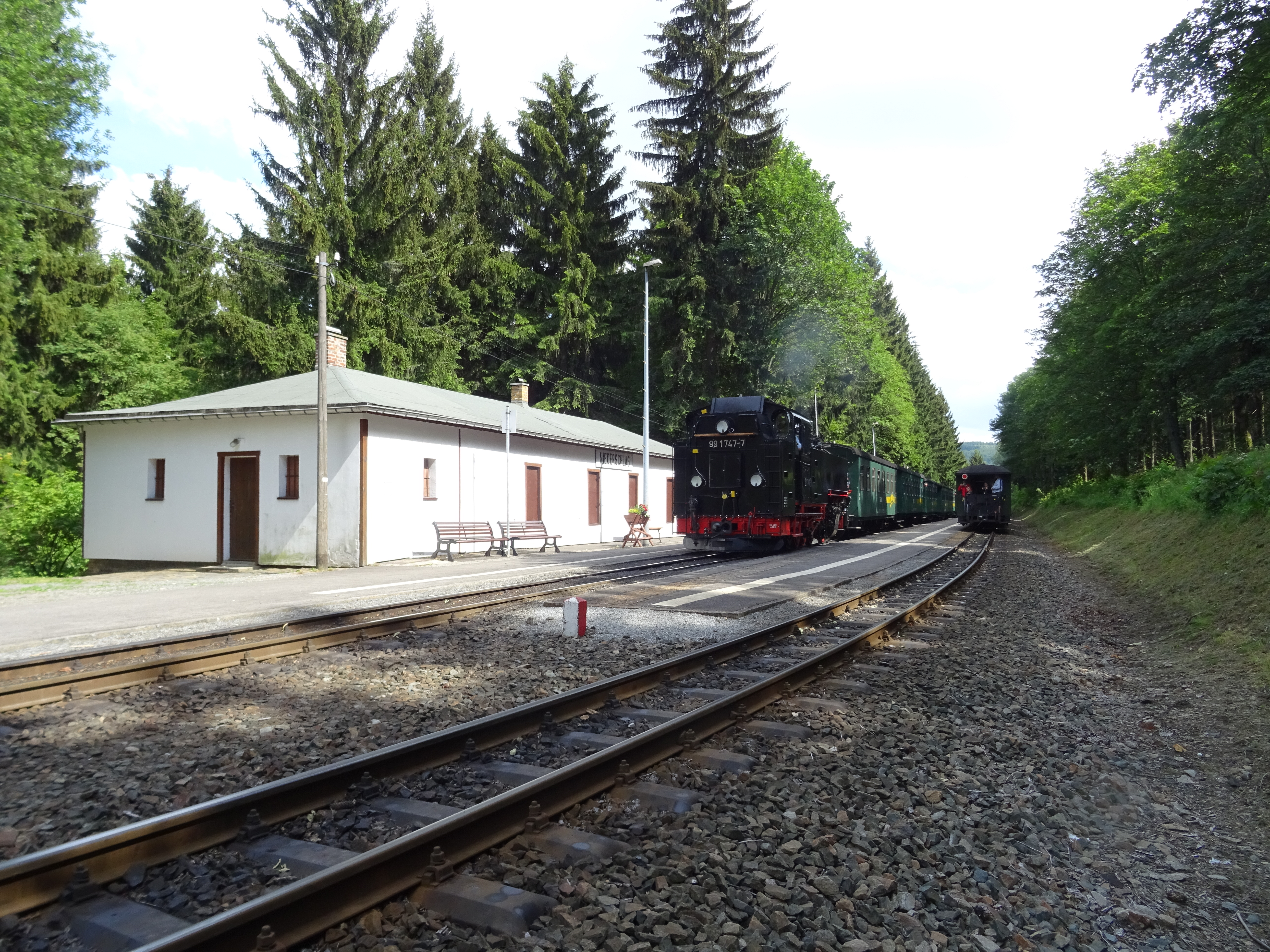
Bahnhof Niederschlag (2020)

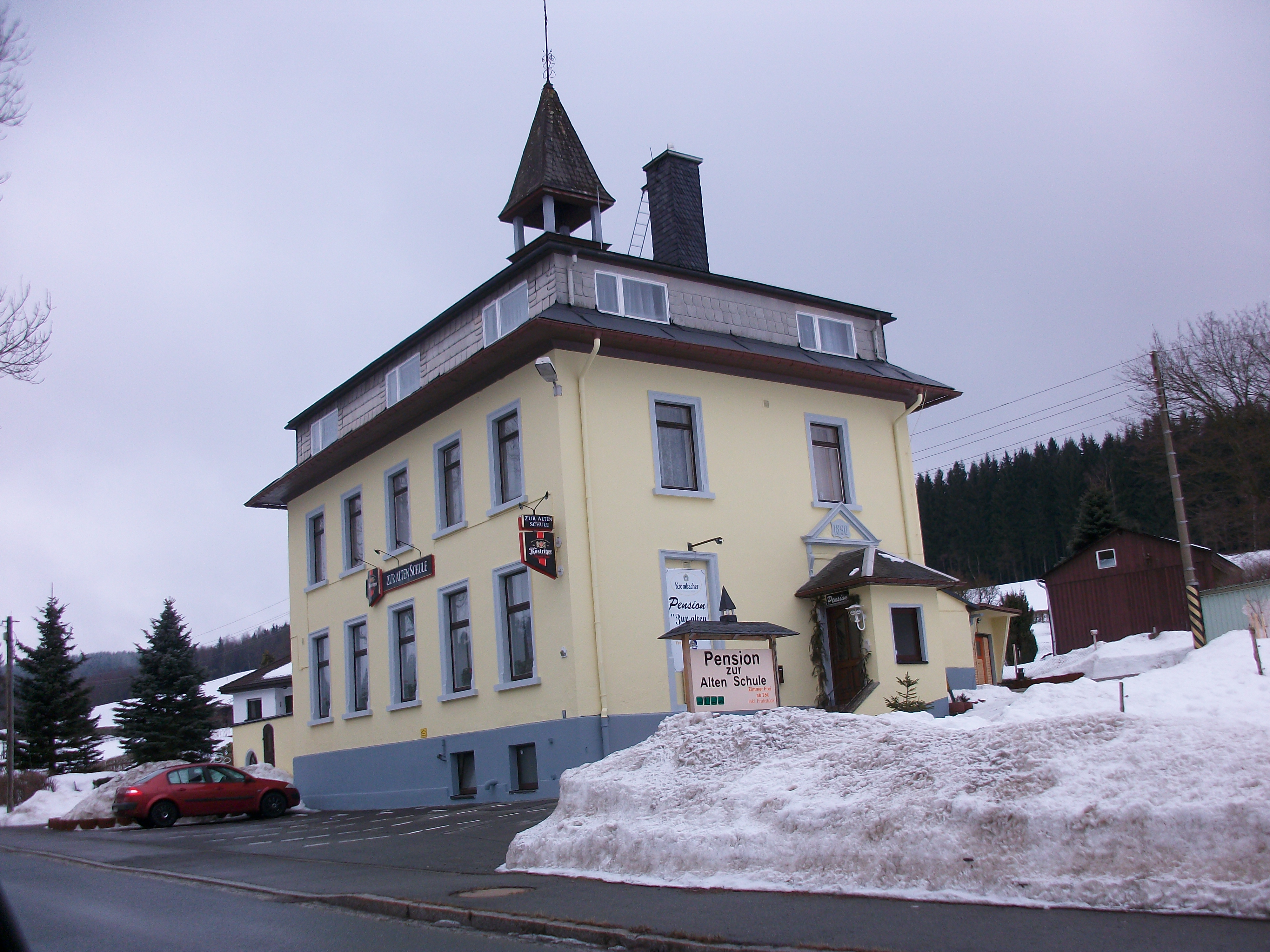
Pension zur alten Schule

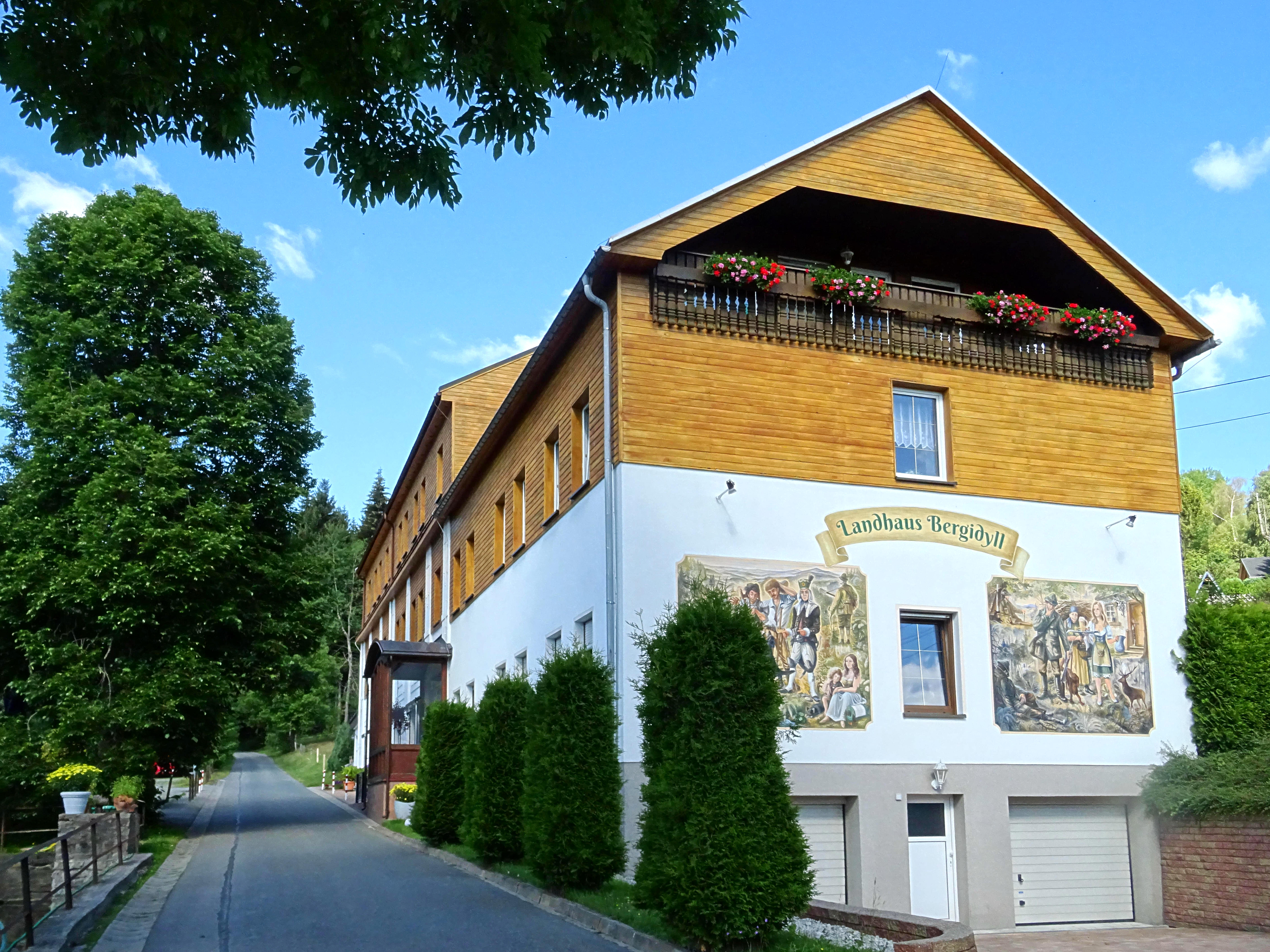
Landhaus Bergidyll

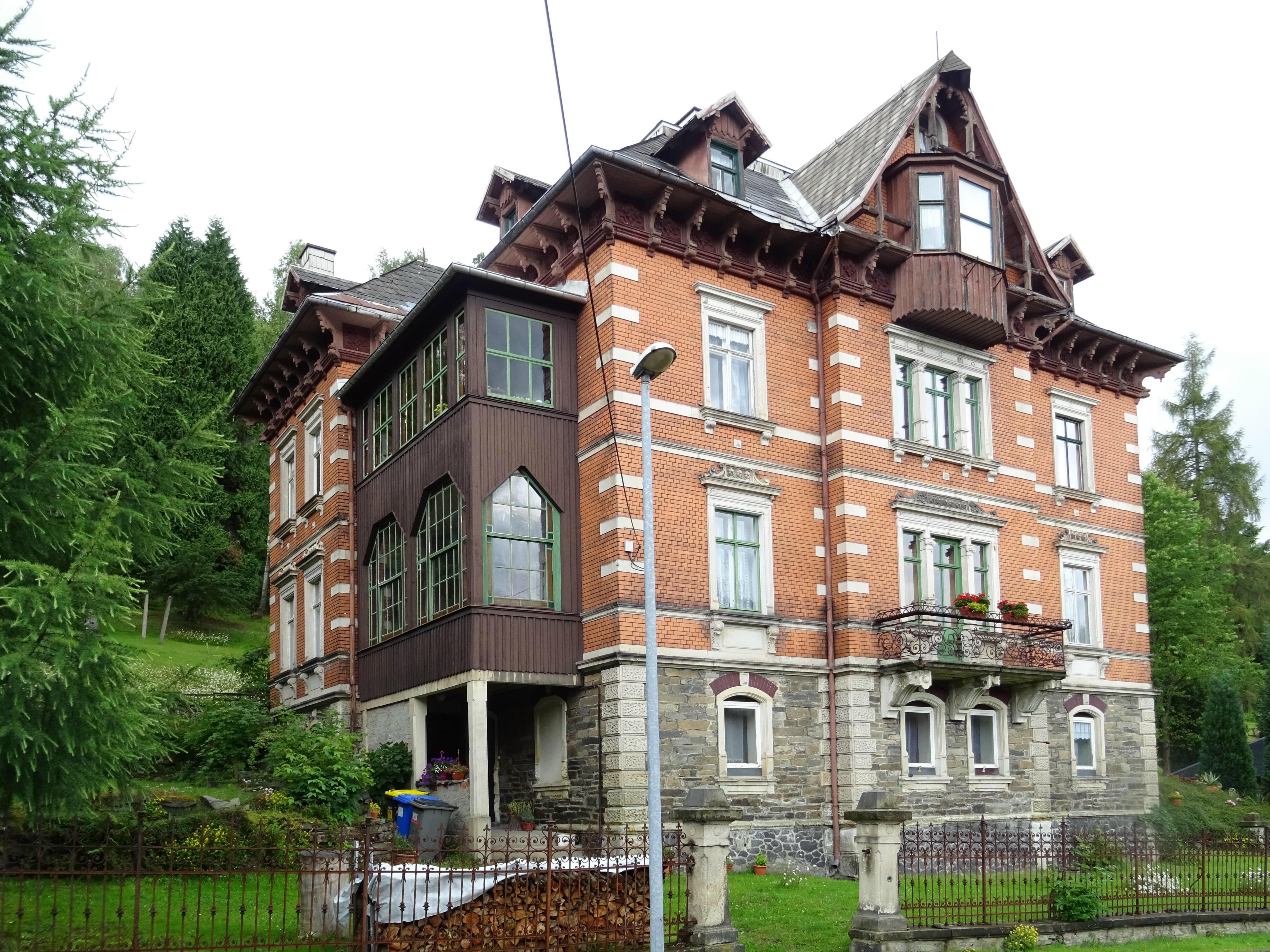
Niederschlag 10

Der Name „Niederschlag“ bezeichnete zuerst das Waldgebiet am westlichen Talhang des Pöhlbaches, bevor sich der Name auf die dort im 17. Jahrhundert gegründete Exulantensiedlung übertrug. Um 1600 existierte in der Flur des heutigen Orts Niederschlag eine Siedlung, die „Georg Küttners Haus, ofm nieder Schlagk“ genannt wurde. Sie bestand aus zwei Gebäuden und einem Teich und befand sich knapp unterhalb der Mündung des Luxbaches im Bereich der heutigen Gebäudegruppe Gasthof Bären/Siegelmühle.
Die Siedlung Niederschlag an der Grenze des Kurfürstentums Sachsen entstand im Laufe des 17. Jahrhunderts. Aufgrund der einsetzenden Gegenreformation im benachbarten Königreich Böhmen siedelten sich protestantische Glaubensflüchtlinge (Exulanten) in der Gegend an, wodurch neben Niederschlag auch die Nachbarorte Stahlberg und Hammerunterwiesenthal gegründet wurden. Kirchlich ist Niederschlag seit 1657 in die evangelische Kirchgemeinde in Bärenstein gepfarrt.
Politisch wurde Niederschlag zu Hammerunterwiesenthal gerechnet. Der Ort lag im kursächsischen Amt Crottendorf, das administrativ in engem Zusammenhang mit dem benachbarten Kreisamt Schwarzenberg stand und mit diesem im Jahr 1670 schließlich vereinigt wurde. Niederschlag wies zwischen 1650 und 1870 einen blühenden Bergbau, u. a. auf Silber, Kobalt, Kupfer- und Eisenerz auf. Der Ort gehörte zum Wiesenthaler Bergrevier. Südlich und westlich von Niederschlag befanden sich die Gruben „Johannes nebst Straßburger Glück“, „Unverhofft Glück“ nebst „Freuden-Huthaus am Luxbach“ und „Neu Unverhofft Glück“. Weiterhin wurde in der Luxheide Torf und am Steinberg Glimmerschiefer abgebaut.
Im Jahre 1832 erfolgte eine Neuorganisation des Kreisamtes Schwarzenberg. Aus dem südöstlichen Teil des Amtes um Oberwiesenthal mit den angrenzenden Orten wurde ein Justiz- und ein Rentamt in Oberwiesenthal unter dem Namen Amt Wiesenthal bzw. Gericht Wiesenthal gebildet, zu dem nun auch Niederschlag gehörte. Seit 1856 gehörte Niederschlag als Teil von Hammerunterwiesenthal zum Gerichtsamt Oberwiesenthal, dessen Verwaltungsbezirk im Jahr 1875 der Amtshauptmannschaft Annaberg angegliedert wurde.
Durch die am 19. Juli 1897 eröffnete Schmalspurbahn Cranzahl–Kurort Oberwiesenthal, an der Niederschlag einen Haltepunkt erhielt, bekam der Ort Anschluss an das Schienennetz. Die 1948 zum Bahnhof gewidmete Station liegt etwas westlich des sich im Tal des Pöhlbachs hinziehenden Orts und befindet sich im Wald, bereits auf der Flur von Hammerunterwiesenthal. 1920 trat der gelernte Elektromechaniker und spätere Zithersolist und Komponist Curt Herbert Richter erstmals mit Anton Günther in Niederschlag auf. Fortan widmete er sich der erzgebirgischen Volksmusik.
Im Herbst 1946 begann die SAG Wismut mit Erkundungsarbeiten auf der Grube Neu Unverhofft Glück. Diese wältigte die alten Baue wieder auf und erschloss das Vorkommen durch zahlreiche Schächte, Stolln und Schürfe. Bereits 1954 wurden die Objekte verwahrt. In dieser Zeit wurden 132,7 Tonnen Uran gewonnen. Bei den Untersuchungsarbeiten auf Uranerz wurde zwischen 1950 und 1954 auch eine Lagerstätte auf Fluss- und Schwerspat entdeckt. Die bergmännischen Untersuchungsarbeiten wurden im Zentralrevier in einem Teufenintervall von 260 m bis 554 m NN durch die Wismut durchgeführt und 1960 eingestellt.
Durch die zweite Kreisreform in der DDR kam die Gemeinde Hammerunterwiesenthal mit ihrem Ortsteil Niederschlag im Jahr 1952 zum Kreis Annaberg im Bezirk Chemnitz (1953 in Bezirk Karl-Marx-Stadt umbenannt), der ab 1990 als sächsischer Landkreis Annaberg fortgeführt wurde und 2008 im Erzgebirgskreis aufging. Die Landgemeinde Hammerunterwiesenthal verlor am 1. Januar 1997 ihre Eigenständigkeit und wurde nach Oberwiesenthal eingemeindet. Dabei wurde ihr Ortsteil Niederschlag aufgrund einer Unterschriftenaktion der Einwohner nach Bärenstein umgegliedert. Am 1. Dezember 2008 wurde Niederschlag der Status als Gemeindeteil aberkannt.
Mit dem Anstieg der Rohstoffpreise wurde eine Gewinnung der Rohstoffe in der Lagerstätte auf Fluss- und Schwerspat wirtschaftlich wieder interessant. Am 4. März 2008 erteilte das Sächsische Oberbergamt eine Bewilligung gemäß § 8 Bundesberggesetz (BBergG) auf die Gewinnung von Fluss- und Schwerspat an die „Erzgebirgische Fluss- und Schwerspatwerke GmbH“. Am 8. November 2013 wurde die Grube Niederschlag nach zweiwöchigem Probebetrieb offiziell eröffnet. Sie befindet sich bereits auf der Flur von Hammerunterwiesenthal und gehört somit zu Oberwiesenthal. Seit 2015 läuft das Bergwerk im Regelbetrieb.

## Verkehr
Quer durch den Ort führt die Bundesstraße 95. Der Ort besitzt einen Bahnhof an der Schmalspurbahn Cranzahl–Kurort Oberwiesenthal (Fichtelbergbahn), die in Cranzahl Anschluss an die normalspurige Bahnstrecke Vejprty–Annaberg-Buchholz unt Bf hat.

## Wirtschaft
- Filterpapiererzeugnisse: Munktell & Filtrak GmbH[20]
- Bergbau: „Erzgebirgische Fluss- und Schwerspatwerke GmbH“ (teilweise bereits auf der Flur von Hammerunterwiesenthal)[21]

## Tourismus
- Bahnhof Niederschlag der Fichtelbergbahn
- Kammweg Erzgebirge–Vogtland[22]
- Einige Pensionen und Gästehäuser
- Stoneman Miriquidi, die anspruchsvollste Mountainbikestrecke im Erzgebirge, verläuft westlich des Orts[23][24]

## Personen, die mit Niederschlag in Verbindung stehen
- Curt Herbert Richter (1898–1974), Musiker
- Peter Gessner (1939–2019), Wirtschaftsmathematiker, Professor für Unternehmensplanung an der Universität Ulm und Manager